# Крупањ
Крупањ је градско насеље у Србији, у општини Крупањ, у Мачванском округу. Према попису из 2022. било је 4.134 становника.

## Историја
Први археолошки налази у Крупњу датирају још из периода неолита и то у виду остатака керамике и једне секире од лаког белог камена. На улазу у град постоје остаци римског насеља са фрагментима римске керамике - остатак објекта познатији као Villa rustica.
Назив Крупањ први пут се појављује у дубровачким списима из 1417. године, а дубровачки писари Италијани најчешће су га записивали као Crupagn.
Развојем рударства у средњем веку, Крупањ је постао значајно рударско место (рудник сребра) кроз кога су пролазили дубровачки каравански путеви. У Крупњу се налазило средиште локалне управе у судства српског деспота, где су се писала документа на српском, италијанском и латинском језику. У крупањским радњама током средњег века могле су се пронаћи фини предмети од метала, тканине и одећа, увезени са Приморја. Место је било пуно трговаца, занатлија, рудара, топионичара, дубровачких племића са послугом.
Данашња област Рађевина је 1459. потпала под турску
власт.
За време Првог српског устанка, Крупањ је први пут ослободио хајдучки харамбаша Ђорђе Обрадовић Ћурчија и његова чета хајдука, у лето 1804. године, а значајну улогу у борби против Турака имао је и кнез Крста Игњатовић, војвода рађевски.
Године 1837. у Крупњу је отворена прва школа, а 1842. године изграђена је црква Св. Вазнесења Господњег. Након исељавања Турака из Рађевине порушена је турска тврђава Соко град, 1862. године. Рушење је, по наређењу кнеза Михаила Обреновића, организовао начелник рађевског среза, капетан Петар Радојловић. (Испод тог места је крајем 20. века изграђен манастир Св. Николаја.)
Крајем 19. века у варошици је саграђена топионица олова и антимона са пратећим објектима међу којима се изгледом издвајала зграда у којој је становао управник подрињских рудника Светозар Машин са супругом Драгом (касније краљицом, супругом краља Александра Обреновића).
На простору Мачковог Камена, на планини Јагодњи, у непосредном залеђу Крупња, водила се једна од великих битака српске војске у Првом светском рату. У тој бици рањен је и принц Ђорђе Карађорђевић, а укупни губици на обе стране цене се на око 23.000 људи. У спомен на те догађаје подигнуте су црква спомен-костурница Св. Вазнесења Господњег у Крупњу и спомен-капела на Мачковом Камену (дела архитекте Момира Коруновића).
Године 1922. основано је прво спортско удружење Рађевац, а у част капетана Петра Радојловића у Крупњу је 1927. године основано спортско и културно друштво Радојловић које је постојало све до Другог светског рата.
У Другом светском рату Крупањ је ослобођен 3. септембра 1941. Октобра исте године је немачка казнена експедиција (342. дивизија) спалила Крупањ током прве фазе Прве непријатељске офанзиве. Тада је спаљено све осим зграде старе апотеке (вила Пере Деспића), цркве Св. Вазнесења Господњег и болнице, задужбине Николе Спасића, трговца из Београда.
Народна скупштина Народне Републике Србије је 6. октобра 1949. донела Закон о изменама административно-територијалне поделе НРС, којим су нека места проглашена за градове, међу њима и Крупањ, Лозница, Лазаревац и Обреновац.
Крупањ је преживео катастрофалне поплаве у мају 2014, када су две особе изгубиле живот, а велики број кућа је страдао од поплава и клизишта.
У мају 2020. године Крупањ је проглашен за туристичко место 3. категорије.

## Привреда
Сем рударства и прераде дрвета у Крупњу се шездесетих година развила и индустрија текстила (велики производни капацитети вискозних тканина и позамантеријске робе), производња картонске амбалаже, контактних сочива, сушеног воћа, мала привреда, трговина и туризам.
Насеље је смештено у долинско проширење кроз кога протичу четири брзе речице на којима је подигнуто 15 мостова, са планинским залеђем Јагодње, Борање и Соколских планина, са парковима, савременим здањем Дома културе (дело архитекте Ивана Антића), спортским теренима, базеном и угоститељским објектима.
У Крупњу се крајем октобра одржава привредно-културна манифестација „Дани гљива у Рађевини“. Ова манифестација је 2012. године одржана пети пут.

## Познате личности
Међу најпознатијим житељима Крупња су географ и академик Боривоје Ж. Милојевић (1885—1967) по коме основна школа у Крупњу носи име, затим:
- Драгутин Ђорђевић (1866—1933), архитекта, дописни члан САНУ; школовао се у Крупњу.
- Андрија Којић (1896—1952), фудбалер, пред крај каријере играо у Крупњу где се опростио од фудбала 1937.
- Влада Зечевић (1903—1970), министар; био је свештеник у Крупњу 1927-1941.
- Александар Деспотовић (1924-1987), неуропсихијатар, доктор наука, примаријус.
- Златка Рељић (1929—2007), министар у влади Социјалистичке Републике Србије
- Надежда Хозић, рођ. Чуперловић (1929), доктор биолошких наука од 1967, професор Универзитета у Сарајеву.
- Коста Чуперловић (Крупањ, 7. мај 1931 — Београд, 12. март 2005), доктор ветеринарских наука од 1965, председник Друштва имунолога Југославије 1992-1997.
- Ђоко Росић (Крупањ, 28. фебруар 1932 — Софија, 21. фебруар 2014), глумац у Бугарској и Мађарској.
- Лаврентије (1935), епископ шабачко-ваљевски од 1989, почасни грађанин Крупња.[7]
- Милутин Поповић Захар (1938), музичар и текстописац.
- Ђурађ Стакић, редовни професор Дефектолошког факултета у Београду, а потом професор Универзитета у Пенсилванији.
- Милан М. Мишковић (1948), социолог, доктор политичких наука, професор Високе школе струковних студија за образовање васпитача у Новом Саду.
- Милутин Ненадовић, неуропсихијатар, професор Универзитета у Приштини, директор установе „Лаза Лазаревић“ у Београду
- Драгутин Ј. Бошковић (1925—1983), доктор машинства (1971), дугогодишњи директор Савезног завода за патенте, професор на Факултету организационих наука и члан више међународних организација за интелектуалну својину.
- Драган Пантелић (1951), фудбалер; школовао се у Крупњу.
- Јелена Кочовић, рођ. Вучићевић (1955), редовни професор Економског факултета у Београду.
- Тихомир Алексић (Равнаја, 8. фебруар 1922 — Београд, 6. јануар 2004), доктор електротехнике од 1958, професор Универзитета у Нишу и Београду, први декан Електронског факултета у Нишу, проректор Универзитета у Нишу, први председник Друштва за информатику Србије.
- Живан „Жића“ Марковић (1919–1942), народни херој, рођен у Крупњу.
- Милинко Стефановић (1947—2012), светски награђиван уметнички фотограф, новинар и културни радник, рођен у Костајнику.
- Живко Милосављевић (1940—2012), сликар и песник, рођен у Костајнику.
- Александар Ђурђев (1964), свештеник, етнолог и задужбинар.
- Слободан Смиљанић (1945), адвокат, магистар правних наука и књижевник.
- Зоран Кесеровић (1959), проф.др. са Пољопривредног факултета у Новом саду (дипломирани инжењер воћарства), рођен у селу Завлака.

## Демографија
У насељу Крупањ живи 3826 пунолетних становника, а просечна старост становништва износи 36,5 година (35,7 код мушкараца и 37,2 код жена). У насељу има 1565 домаћинстава, а просечан број чланова по домаћинству је 3,11.
Ово насеље је великим делом насељено Србима (према попису из 2002. године), а у последња три пописа, примећен је пораст у броју становника.
|             | \| Демографија[8] \| Демографија[8] \| Демографија[8] \| \| Година \| Становника \| Становника \| \| -------------- \| -------------- \| -------------- \| \| 1948. \| 853 \| \| \| 1953. \| 1.085 \| \| \| 1961. \| 1.389 \| \| \| 1971. \| 2.479 \| \| \| 1981. \| 3.779 \| \| \| 1991. \| 4.795 \| 4.720 \| \| 2002. \| 4.912 \| 5.062 \| \| 2011. \| 4.429 \| \| |            |
| Демографија | |            |
| Година      | Становника | Становника |
| 1948.       | 853 |            |
| 1953.       | 1.085 |            |
| 1961.       | 1.389 |            |
| 1971.       | 2.479 |            |
| 1981.       | 3.779 |            |
| 1991.       | 4.795 | 4.720      |
| 2002.       | 4.912 | 5.062      |
| 2011.       | 4.429 |            |

| Етнички састав према попису из 2002.‍ | Етнички састав према попису из 2002.‍ | Етнички састав према попису из 2002.‍ | Етнички састав према попису из 2002.‍ | Етнички састав према попису из 2002.‍ |
| ------------------------------------ | ------------------------------------ | ------------------------------------ | ------------------------------------ | ------------------------------------ |
|                                      |                                      |                                      |                                      |                                      |
| Срби                                 | Срби                                 |                                      | 4.466                                | 90,92%                               |
| Муслимани                            | Муслимани                            |                                      | 286                                  | 5,82%                                |
| Југословени                          | Југословени                          |                                      | 23                                   | 0,46%                                |
| Црногорци                            | Црногорци                            |                                      | 15                                   | 0,30%                                |
| Хрвати                               | Хрвати                               |                                      | 6                                    | 0,12%                                |
| Бошњаци                              | Бошњаци                              |                                      | 3                                    | 0,06%                                |
| Руси                                 | Руси                                 |                                      | 2                                    | 0,04%                                |
| Мађари                               | Мађари                               |                                      | 2                                    | 0,04%                                |
| Македонци                            | Македонци                            |                                      | 2                                    | 0,04%                                |
| Украјинци                            | Украјинци                            |                                      | 1                                    | 0,02%                                |
| Словенци                             | Словенци                             |                                      | 1                                    | 0,02%                                |
| Роми                                 | Роми                                 |                                      | 1                                    | 0,02%                                |
| Бугари                               | Бугари                               |                                      | 1                                    | 0,02%                                |
| непознато                            | непознато                            |                                      | 45                                   | 0,91%                                |

| Година пописа     | 1948. | 1953. | 1961. | 1971. | 1981. | 1991. | 2002. |
| ----------------- | ----- | ----- | ----- | ----- | ----- | ----- | ----- |
| Број домаћинстава | 277   | 336   | 408   | 748   | 1.132 | 1.412 | 1.565 |

| Број чланова      | 1   | 2   | 3   | 4   | 5   | 6  | 7  | 8 | 9 | 10 и више | Просек |
| ----------------- | --- | --- | --- | --- | --- | -- | -- | - | - | --------- | ------ |
| Број домаћинстава | 247 | 294 | 352 | 478 | 130 | 44 | 16 | 3 | 1 | 0         | 3,11   |

| Пол    | Укупно | Неожењен/Неудата | Ожењен/Удата | Удовац/Удовица | Разведен/Разведена | Непознато |
| ------ | ------ | ---------------- | ------------ | -------------- | ------------------ | --------- |
| Мушки  | 1.904  | 543              | 1.265        | 51             | 41                 | 4         |
| Женски | 2.154  | 490              | 1.292        | 280            | 82                 | 10        |
| УКУПНО | 4.058  | 1.033            | 2.557        | 331            | 123                | 14        |

| Пол    | Укупно                    | Пољопривреда, лов и шумарство | Рибарство                            | Вађење руде и камена | Прерађивачка индустрија       |
| ------ | ------------------------- | ----------------------------- | ------------------------------------ | -------------------- | ----------------------------- |
| Мушки  | 983                       | 80                            | 0                                    | 18                   | 253                           |
| Женски | 767                       | 42                            | 0                                    | 5                    | 245                           |
| УКУПНО | 1.750                     | 122                           | 0                                    | 23                   | 498                           |
| Пол    | Производња и снабдевање   | Грађевинарство                | Трговина                             | Хотели и ресторани   | Саобраћај, складиштење и везе |
| Мушки  | 34                        | 61                            | 130                                  | 52                   | 39                            |
| Женски | 9                         | 4                             | 98                                   | 35                   | 10                            |
| УКУПНО | 43                        | 65                            | 228                                  | 87                   | 49                            |
| Пол    | Финансијско посредовање   | Некретнине                    | Државна управа и одбрана             | Образовање           | Здравствени и социјални рад   |
| Мушки  | 4                         | 15                            | 84                                   | 66                   | 28                            |
| Женски | 11                        | 6                             | 65                                   | 102                  | 82                            |
| УКУПНО | 15                        | 21                            | 149                                  | 168                  | 110                           |
| Пол    | Остале услужне активности | Приватна домаћинства          | Екстериторијалне организације и тела | Непознато            | Непознато                     |
| Мушки  | 20                        | 0                             | 0                                    | 99                   | 99                            |
| Женски | 16                        | 0                             | 0                                    | 37                   | 37                            |
| УКУПНО | 36                        | 0                             | 0                                    | 136                  | 136                           |

## Галерија
- Крупањ, поглед према Томњу
- Крупањ април 2009.
- панорама Крупња
- лето у Крупњу
- Дом Културе
- Хотел